# Picton (North Yorkshire)
Picton is een landgoed en civil parish in het bestuurlijke gebied Hambleton, in het Engelse graafschap North Yorkshire.